# Kerr Point
Der Kerr Point ist eine Landspitze an der Ostseite der Rongé-Insel vor der Danco-Küste des Grahamlands im Norden der Antarktischen Halbinsel. Sie liegt 3 km südöstlich des Georges Point.
Teilnehmer der Belgica-Expedition (1897–1899) unter der Leitung des belgischen Polarforschers Adrien de Gerlache de Gomery kartierten sie. Das UK Antarctic Place-Names Committee benannte sie 1960 nach Adam John Kerr (* 1933), Zweiter Offizier an Bord der RRS Shackleton, der mit diesem Schiff an der Tiefenlotung des Errera-Kanals zwischen 1956 und 1957 beteiligt war.